# Pueblica de Valverde (kommunhuvudort)
Pueblica de Valverde är en kommunhuvudort i Spanien.   Den ligger i provinsen Provincia de Zamora och regionen Kastilien och Leon, i den nordvästra delen av landet, 250 km nordväst om huvudstaden Madrid. Pueblica de Valverde ligger 730 meter över havet och antalet invånare är 267.
Terrängen runt Pueblica de Valverde är huvudsakligen platt, men söderut är den kuperad. Runt Pueblica de Valverde är det glesbefolkat, med 8 invånare per kvadratkilometer. Närmaste större samhälle är Burganes de Valverde, 9,7 km öster om Pueblica de Valverde. Omgivningarna runt Pueblica de Valverde är i huvudsak ett öppet busklandskap.